# 東寺文書
東寺文書（とうじもんじょ）とは、京都市の東寺（教王護国寺）に伝来した文書の総称。

## 概要
東寺に伝来した古代から近世にかけての文書を指す。広義の「東寺文書」は寺家文書と子院文書を含み、寺外で保管されるものを含めて総数約10万通に達する。寺家文書はその伝来や保管先により、「東寺文書」（狭義）、「東寺百合（ひゃくごう）文書」、「教王護国寺文書」、「霊宝蔵中世文書」「霊宝蔵近世文書」等に分類される。子院文書には観智院文書と宝菩提院文書がある。これらはいずれも古代から近世にかけての寺院の宗教的な活動に関する文書もしくは経営のために必要な所領経営や経済行為に関する文書がほとんどを占めている。
仏教史のみならず、政治史・社会史・経済史の研究に多くの情報を提供している。特に中世の社会史・経済史においては同文書の内容を引用していない論文を見つけることの方が困難と言われている程である。また、東寺の場合、長保2年（1000年）の火災で一部の文書が失われたものの、文書を保管した宝蔵はその後は大きな火災に遭遇せず、また廃仏毀釈の際にも影響は比較的小規模であった。このため、平安時代の創建時から江戸時代まで（末寺であった弘福寺関連文書の中には奈良時代のものも含まれる）の文書が多く残されている。
寺家文書は、近世初期までは、西院御影堂経蔵と宝蔵に分かれて収蔵されていた。宝蔵は境内東北部に建つ校倉造の倉庫で、ここに保管されていた文書は年預（1年交替で寺の実務を担当する僧）が管理していた。一方、西院御影堂経蔵は、空海（弘法大師）の住房跡に建てられた西院御影堂（大師堂）内、弘法大師像を祀る内々陣の西側にあったもので、ここには寺務にかかわる最重要文書が宝蔵から移されて保管されていた。西院御影堂経蔵には「三聖人」と呼ばれる、御影堂の管理を司る寺僧のみが出入りを許された。寛文8年から12年（1686年 - 1690年）に御影堂の改修が行われた際、これらの文書は西院の西北隅に建てられた霊宝蔵に移され、近代に至った。
狭義の東寺文書は、上記のうち西院御影堂経蔵（のち西院霊宝蔵）に伝来した文書を指す。一方、「東寺百合文書」（京都府立京都学・歴彩館蔵、国宝）は、宝蔵伝来文書である。寺家文書としては、このほかに、昭和12年（1937年）に宝蔵内で確認され、現在は京都大学総合博物館が所蔵する「教王護国寺文書」、宝蔵から西院霊宝蔵に移された「霊宝蔵中世文書」、同じく西院霊宝蔵に保管されていた「霊宝蔵近世文書」などのグループがあり、これら以外にも寺外に流出した文書がある。
子院文書は、観智院金剛蔵、観智院宝蔵、宝菩提院三密蔵の3か所に保管されてきたものである。金剛蔵伝来文書は観智院一世の学僧杲宝、その弟子賢宝らにより書写あるいは収集された仏教典籍類を主とし、「東寺観智院聖教類（しょうぎょうるい）」として一括して重要文化財に指定されている。観智院宝蔵には主として近世文書を収蔵、宝菩提院三密蔵は仏教典籍類が主であるが、その全容は未詳である。
昭和41年（1966年）に一部文書が外部に流出する事件が発覚。これをきっかけに、昭和42年（1967年）「東寺百合文書」が京都府に売却・譲渡された（京都府立京都学・歴彩館所蔵）。また、「教王護国寺文書」は昭和43年（1968年）に京都大学に譲渡されている。

## 東寺文書
狭義の「東寺文書」は西院御影堂経蔵に伝来し、のち西院霊宝蔵に移された一群の文書を指し、現在は東寺宝物館に保管されている。東寺では中世以来、寺務にかかわる重要文書を宝蔵から西院御影堂に移し厳重な管理下に置いてきた。これらの中には後宇多法皇、後醍醐天皇などの宸翰の文書など、寺の存立にかかわる根本文書を含んでいる。多くの文書は掛幅や巻子本に改装され、1点ずつ、あるいは数点まとめて木箱に収めて保管されてきた。その保管箱の名称等から、「六芸之部」「千字文之部」など、いくつかの小グループに分類されており（下記）、全体で約700通を数える。
- 御宸翰之部 8通
- 六芸之部 555通
- 千字文之部 19通
- 五常之部 45通
- 幅之部 5通
- 神泉苑文書 2通
- 影写外之部 23通
- 旧東寺文書改名之部 1通
- 新出之部 4通
- 号外之部 21通
- 宝物付属文書 15通
- （計698通）

## 東寺百合文書

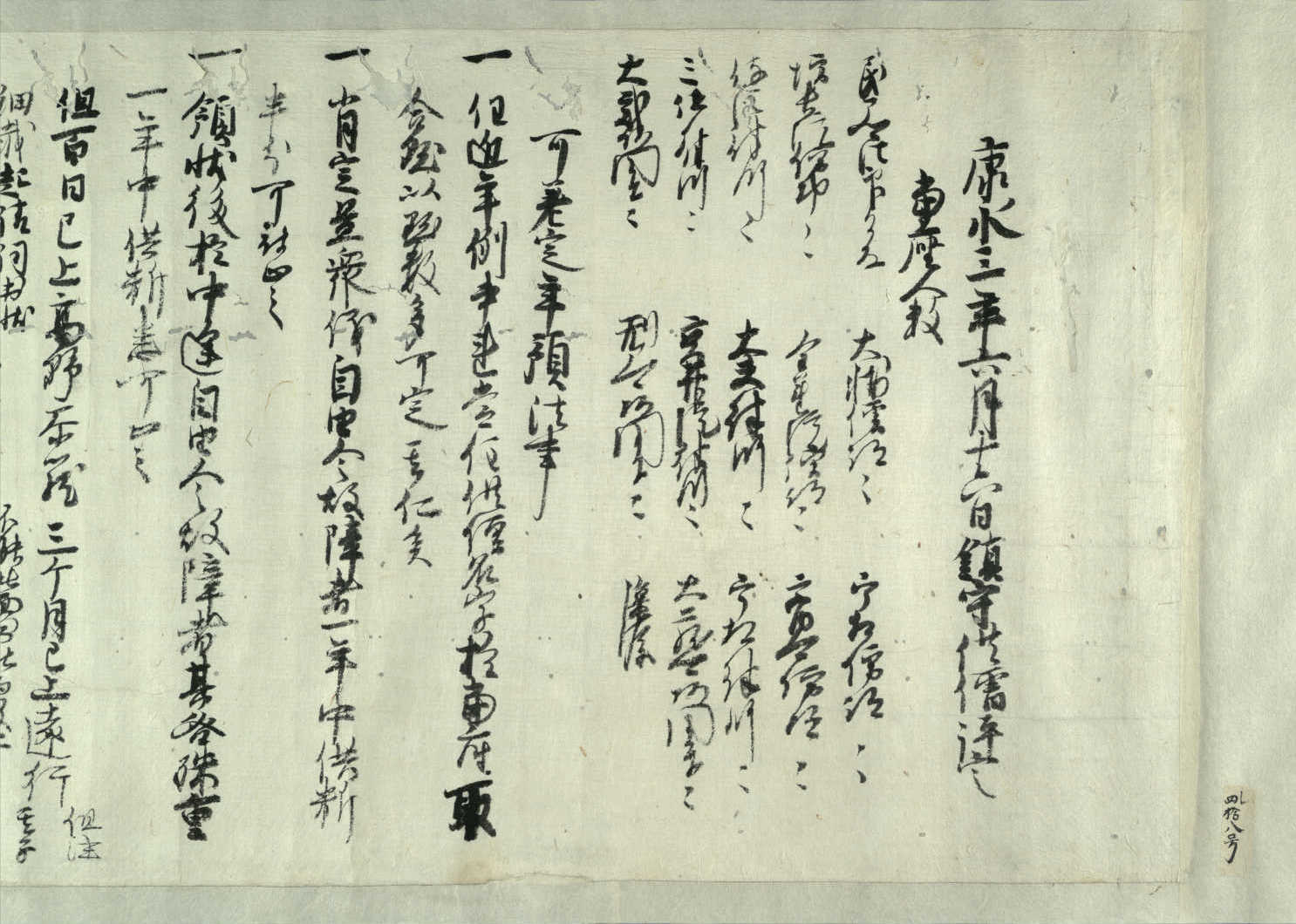
京都府立京都学・歴彩館所蔵「東寺百合文書」レ函/41「鎮守八幡宮供僧評定書」康永3年6月16日(1344年)

東寺百合文書（とうじひゃくごうもんじょ）は、東寺の宝蔵に伝わった文書群である。宝蔵伝来の文書は一部が西院霊宝蔵に移され、京都大学に譲渡されたもの（教王護国寺文書）もあるが、大部分は京都府立総合資料館（現：京都府立京都学・歴彩館）の保管となっている。同館保管の24,067通は、1997年に国宝に指定されている。世界の記憶の推薦対象となり、2015年10月10日に登録が決定した。
江戸時代に入るまでは、東寺文書は革袋や様々な箱に入れられて保管されていた。貞享2年（1685年）に加賀藩藩主前田綱紀が東寺文書の書写を行った際に謝礼として、文書の目録を作成し、なおかつ平仮名・片仮名それぞれのいろは順と「京」の字が付けられた桐箱100合を製作・収納して東寺に返還したと伝えられている。しかし、現存の桐箱が94合であること、そもそも平仮名・片仮名・「京」の総数が100合に満たないことから、加賀藩が100合納めたものが破損などで失われてしまったのか、それとも100を概数とみるべきか、謎とされていた。1997年、東寺宝物館で『東寺文書十万通の世界』展の開催に際し上島有らが調査した結果、前田綱紀の寄進した文書箱は元々93合であったこと、残り1合の文書箱は材質が異なり（モミ材）、後補であることが判明した。いずれにしても、この文書箱が100合あったとされたことから、これらの文書を「東寺百合文書」と称するようになった。
前田綱紀や松平定信・伴信友による書写事業は膨大な文書の一部を行ったにすぎず、明治19年（1886年）帝国大学臨時編年史編纂掛（現在の東京大学史料編纂所）が京都府と共同で行った『大日本編年史』編纂事業（明治政府の修史事業を参照のこと）の一環としての東寺文書調査と『東寺古文書目録』作成の際にも、土地台帳や絵図、算用状などには関心が払われずに箱の底に打ち捨てられ、明治31年（1899年）に実施された影写本作成の際にも顧みられることはなかった。百合文書の全面的な目録作成が実施されたのは、京都府立総合資料館に移された後のことであり、この際にこれまで顧みられてこなかった約5,000通分も含めた目録の作り直し及び整理作業が実施され、昭和55年（1980年）までに『東寺百合文書目録』（全5巻）が発行された。平成9年（1997年）には国宝指定された。
『大日本古文書 第10「東寺文書」』の公刊が、東京大学史料編纂所で続けられ、また並行し京都府立総合資料館（思文閣出版発行）による公刊も続けられている。『大日本古文書』は「い函」から順に平仮名函を翻刻し、京都府立総合資料館編『東寺百合文書』は「イ函」から順に片仮名函を翻刻している。平成26年（2014年）にウェブで、京都府立総合資料館が所蔵する本文書の画像約8万点の公開が開始された。
東寺が領する著名な荘園、例えば山城国乙訓郡の上久世荘・下久世荘、若狭国太良荘、播磨国矢野荘、丹波国大山荘、肥後国鹿子木荘などの経営に関する文書が長期的かつ継続的に保管されていることや、寺内の会議の議事録である「供僧評定引付」が大量に保管されていることなど、古代・中世を中心とした大寺院の運営の実態を政治・経済・社会・宗教など各分野からの分析を可能にしている。

## 教王護国寺文書
教王護国寺文書（きょうおうごこくじもんじょ）も、元は東寺百合文書にあった文書群の一部と推定されている。明治の一連の調査の際に、その価値が評価されることなく目録や影写本の対象から外され、そのまま桐箱から出された状態になっていたものである。昭和12年（1937年）、京都府で文化財の保護業務を担当していた赤松俊秀が3,043点の文書を再発見してその整理にあたり、その後赤松が京都大学に移るとともに文書も京都大学に移され、『教王護国寺文書』の名称で公刊された。東寺百合文書の京都府への移管と相前後して昭和43年（1968年）に正式に東寺から京都大学に譲渡され、昭和46年（1971年）に国の重要文化財に指定された。

## その他の東寺伝来文書
近世に東寺から流出し、滋賀県の御上神社社家であった大谷家に伝えられていた文書群107点（現在は滋賀県立琵琶湖博物館所蔵）も「東寺文書」と称され、平成21年（2009年）に重要文化財に指定されている。